# フセチーン - ヴェルケー・カルロヴィツェ線
フセチーン～ヴェルケー・カルロヴィツェ線（チェコ語: Železniční trať Vsetín – Velké Karlovice）は、アリヴァ列車の鉄道線の名称である。路線番号は282。
1908年、帝立王立国有鉄道によって開業した。2020年度以降、アリヴァ列車が運行している。

## 運行形態
全て各駅停車で、1時間に1本程度の運行。
2019年以前はチェコ鉄道による運行で、1-3時間に1本の運行、一日片道1本のみ280号線のヴァラシスケー・メジルジーチーから直通する便があった。2024年度以前は、日中の本数がやや少なく、概ね1時間20分間隔での運行であった。

## 駅一覧
以下では、チェコ国鉄282号線の駅と営業キロ、停車列車、接続路線などを一覧表で示す。なお、全て各駅停車である。
| 路線名 | 駅名                               | 駅間営業キロ | 累計営業キロ | 接続路線 | 所在地     | 所在地       |
| ------ | ---------------------------------- | ------------ | ------------ | -------- | ---------- | ------------ |
| 282    | フセチーン駅                       | -            | 0.0          | 280号線  | ズリーン州 | フセチーン郡 |
| 282    | ウースチー・ウ・フセチーナ停留所駅 | 3.4          | 3.4          |          | ズリーン州 | フセチーン郡 |
| 282    | ヤノヴァー駅                       | 1.2          | 4.6          |          | ズリーン州 | フセチーン郡 |
| 282    | ホヴェジー駅                       | 3.0          | 7.6          |          | ズリーン州 | フセチーン郡 |
| 282    | フスレンキ駅                       | 2.4          | 10.0         |          | ズリーン州 | フセチーン郡 |
| 282    | フスレンキ停留所                   | 2.2          | 12.2         |          | ズリーン州 | フセチーン郡 |
| 282    | ハレンコフ停留所                   | 1.9          | 14.1         |          | ズリーン州 | フセチーン郡 |
| 282    | ハレンコフ駅                       | 1.1          | 15.2         |          | ズリーン州 | フセチーン郡 |
| 282    | ノヴィー・フロゼンコフ停留所       | 2.2          | 17.4         |          | ズリーン州 | フセチーン郡 |
| 282    | ノヴィー・フロゼンコフ駅           | 2.1          | 19.5         |          | ズリーン州 | フセチーン郡 |
| 282    | カロリンカ停留所                   | 2.4          | 21.9         |          | ズリーン州 | フセチーン郡 |
| 282    | カロリンカ駅                       | 1.0          | 22.9         |          | ズリーン州 | フセチーン郡 |
| 282    | ヴェルケー・カルロヴィツェ停留所   | 3.2          | 26.1         |          | ズリーン州 | フセチーン郡 |
| 282    | ヴェルケー・カルロヴィツェ駅       | 1.2          | 27.3         |          | ズリーン州 | フセチーン郡 |